# Санта-Марта (Пенафиел)
Санта-Марта (порт. Santa Marta) — район (фрегезия) в Португалии, входит в округ Порту. Является составной частью муниципалитета Пенафиел. По старому административному делению входил в провинцию Дору-Литорал. Входит в экономико-статистический субрегион Тамега, который входит в Северный регион. Население составляет 1310 человек на 2001 год. Занимает площадь 4,84 км².